# Celerena eucnemis
Celerena eucnemis là một loài bướm đêm trong họ Geometridae.